# 長い船団
『長い船団』（ながいせんだん、原題：The Long Ships）は、1964年に公開されたジャック・カーディフ監督作のイギリス・ユーゴスラビアの映画。原作はフランス・Ｇ・ベングトソンの小説『赤毛のオルムの冒険』（原題：Röde Orm）である。

## ストーリー
『黄金の鐘』の伝説を話し、金を集めていたロルフは、同じく黄金の鐘を追い求めているエル・マンスーに捕えられる。
ロルフから金のことを聞き出そうとするエル・マンスーだが、ロルフはヴァイキングで金儲けのために嘘をついたという。ロルフは隙を突き逃げ出す。一方、ロルフの仲間であるヴァイキングは、酒場でハラルド王と祝杯を挙げていた。オームは海から人があがってくるのを見つける。顔を見たオームは、兄のロルフだと気付いた。乗組員が全滅したことを知ったロルフの父クロックは、ロルフを責める。ロルフはクロックに黄金の鐘を見つけたと話し、新しい船がほしいという。だが、クロックが金がないというと王に売った船をもらうことにした。オームはゲルダ姫を連れて行き、ロルフたちはヴァイキングを乗せ出航した。
ヴァイキングたちが迷信を信じていたため、ロルフはいけにえとしてゲルダ姫を殺すふりをするが、ヴァイキングたちが寝ているときにオームにゲルダ姫が生きていることを見せる。深い霧に覆われる中ゲルダ姫が出てきたため、ヴァイキングたちは呪いがかかったと思い彼女を殺そうとする。だが、海が荒れ島に打ち上げられた乗組員たちは、ムーア人から攻撃を受ける。ヴァイキングたちはムーア人と戦い、ムーア人は退散する。しかし、今度は大勢のムーア人がやってきたのを見てロルフは降伏することを決めた。一行は街に連れて行かれ、ロルフはエル・マンスーに再び鐘のことをきかれるが、口を開かない。エル・マンスーは彼らを閉じ込め、黄金の鐘のことを聞き出そうとする。ヴァイキングは脱出するが、女に目がくらみあっけなく捕まってしまう。鉄の馬で処刑されそうになるロルフだったが、ヴァイキングたちの口添えによって救われる。
一行は、船を直し黄金の鐘を探しに向かう。黄金の鐘があるという島に到着した一行は、小さな遺跡を見つける。中には話とは違う小さな鐘があり、それを見たロルフは鐘を天井にたたきつけると、轟音が響いた。その遺跡の屋根が黄金の鐘でできていた。その鐘を船に乗せ町に戻った一行は、街にクロックらヴァイキングがきていることを知る。ムーア人とヴァイキングの戦いの末、エル・マンスーは鐘の下敷きになり死亡する。ハラルド王は、ロルフが黄金の鐘を見つけたことで上機嫌になり船を盗んだことを許した。ロルフは次の財宝について王に話し合うのだった。

## キャスト
※括弧内は日本語吹き替え（1970年6月29日放映 TBS 『月曜ロードショー』）
- ロルフ - リチャード・ウィドマーク（大塚周夫）
- エル・マンスー - シドニー・ポワチエ（田中信夫）
- オーム - ラス・タンブリン（寺田誠）
- アミナ - ロザンナ・スキャフィーノ
- クロック - オスカー・ホモルカ
- ハラルド王 - クリフ・エヴァンズ
- ヴァーリン - ゴードン・ジャクソン
- ゲルダ - ベバ・ロンカー
- イルヴァ - ジャンヌ・ムーディ

## スタッフ
- 監督：ジャック・カーディフ
- 脚本：バークリー・メイサー、ビヴァリー・クロス
- 製作：アーヴィング・アレン
- 撮影：クリストファー・チャリス
- 編集：ジェフリー・フット
- 音楽：ドゥサン・ラディク
- タイトルデザイン：モーリス・ビンダー